# 小行星6626
小行星6626（英語：6626 Mattgenge）是一颗围绕太阳公转的小行星。1981年3月2日，舒爾特·巴斯在赛丁泉山发现了此天体。
这颗小行星的绝对星等为2.094936526497565等。